# بلبل مزرعه
بلبل مزرعه فیلمی به کارگردانی و نویسندگی مجید محسنی محصول سال ۱۳۳۶ است.

## خلاصه داستان
روستایی جوانی دختر ارباب را دوست دارد در حالی که خواهرش به پسر ارباب عشق می‌ورزد...

## بازیگران
- مینا مغازه‌ای
- شهین
- حمید قنبری
- معزدیوان فکری
- مجید محسنی
- سیروس جراح زاده
- اکبر خواجوی
- نیکتاج صبری
- تقی ظهوری

## حواشی
بلبل مزرعه یکی از نخستین فیلمهایی است که در خارج از کشور نمایش داده شده است. فیلم در سینماهای مسکو، باکو و تاشکند، واقع در اتحاد جماهیر شوروی سابق نمایش داده شد.